# Paul Keyes
Paul H. Keyes recebeu seu grau de medicina dentária da Universidade da Pensilvânia Faculdade de Medicina Dentária, em 1941 e um Mestrado em Anatomia da Universidade de Rochester Faculdade de Medicina e Odontologia em 1947. 

## Estudo sobre a cárie
O pesquisador Paul Keyes desenvolveu um diagrama que demonstra a natureza multifatorial da cárie. Neste diagrama, observa-se que pelo menos três fatores etiológicos são essencialmente necessários para que a doença cárie se desenvolva. 
Estes são denominados fatores etiológicos primários e são:

### Fatores etiológicos primários
- Hospedeiro susceptível (com dentes),
- Microbiota cariogênica da placa dental,
- Substratos da dieta, os quais são metabolizados pelos microrganismos da placa,
- Tempo: este quarto fator foi posteriormente acrescentado por Newbrun (20,35), uma vez que os três primeiros precisam estar presentes por um determinado período de tempo, para que a desmineralização progressiva do esmalte ocorra.

### Fatores etiológicos secundários
Os fatores etiológicos secundários são aqueles que, embora não essenciais para que a doença se inicie, podem favorecer a progressão e severidade da mesma (atividade de cárie). Os fatores etiológicos secundários são todos aqueles que interferem em cada um dos três fatores primários. Assim, fatores que prejudicam a mineralização dos dentes durante a sua formação e fatores que reduzem o fluxo salivar e as propriedades de defesa da saliva podem ser todos classificados como fatores etiológicos secundários, pois tornam o fator “hospedeiro” mais susceptível à doença. Fatores que tornam a dieta (substrato) mais cariogênica ou que favoreçam a proliferação de microrganismos cariogênicos são todos fatores etiológicos secundários. A aquisição de microrganismos cariogênicos através do contato intenso com a saliva de indivíduos altamente infectados aumenta o risco de infecção.